# Forno Canavese
Forno Canavese (piemontesisch ël Forn) ist eine Gemeinde in der italienischen Metropolitanstadt Turin (TO), Region Piemont.

## Lage und Einwohner
Forno Canavese liegt knapp 40 km nördlich von Turin. Das Gemeindegebiet umfasst eine Fläche von 16 km² und hat 3162 Einwohner (Stand 31. Dezember 2023).
Die Nachbargemeinden sind Sparone, Pratiglione, Corio, Rivara, Rocca Canavese und Levone.

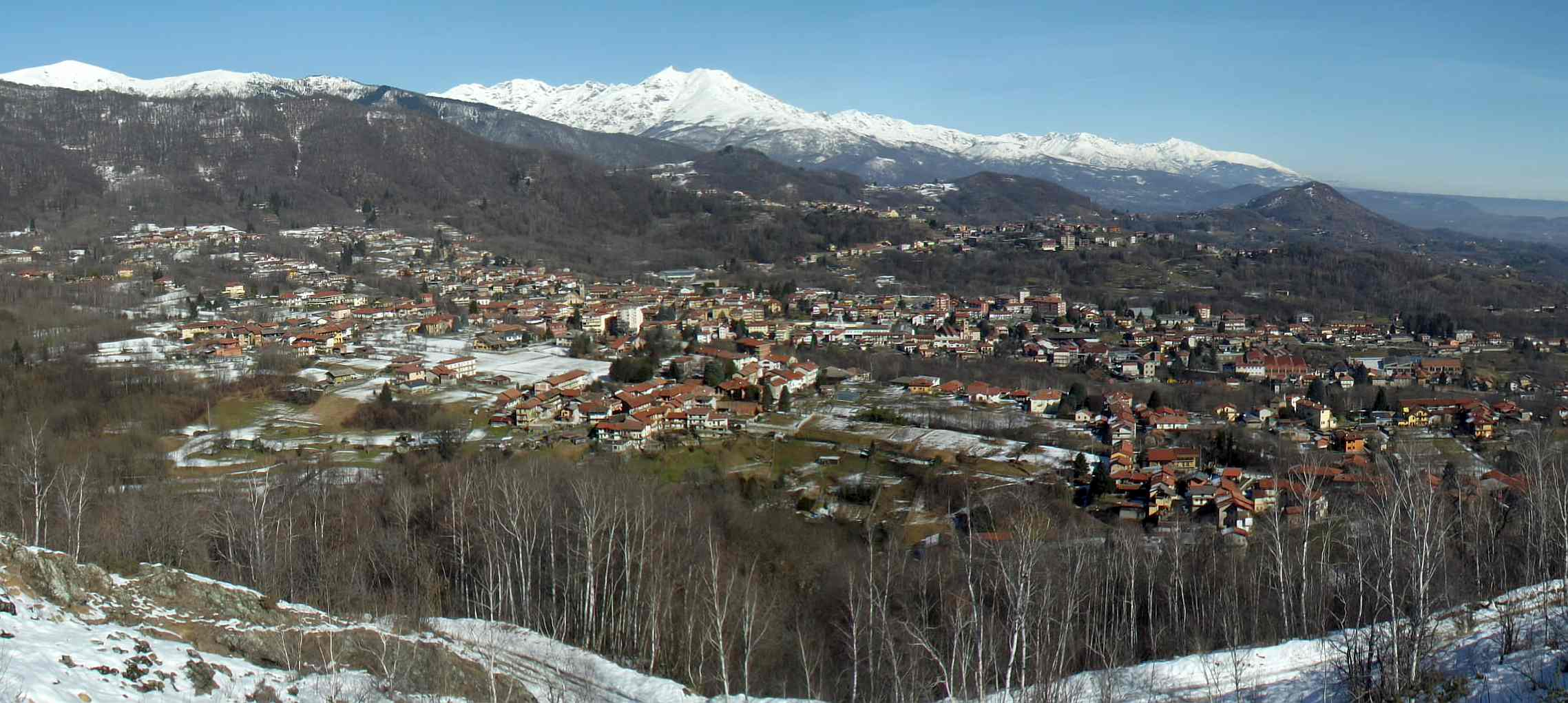
Panorama

## Geschichte

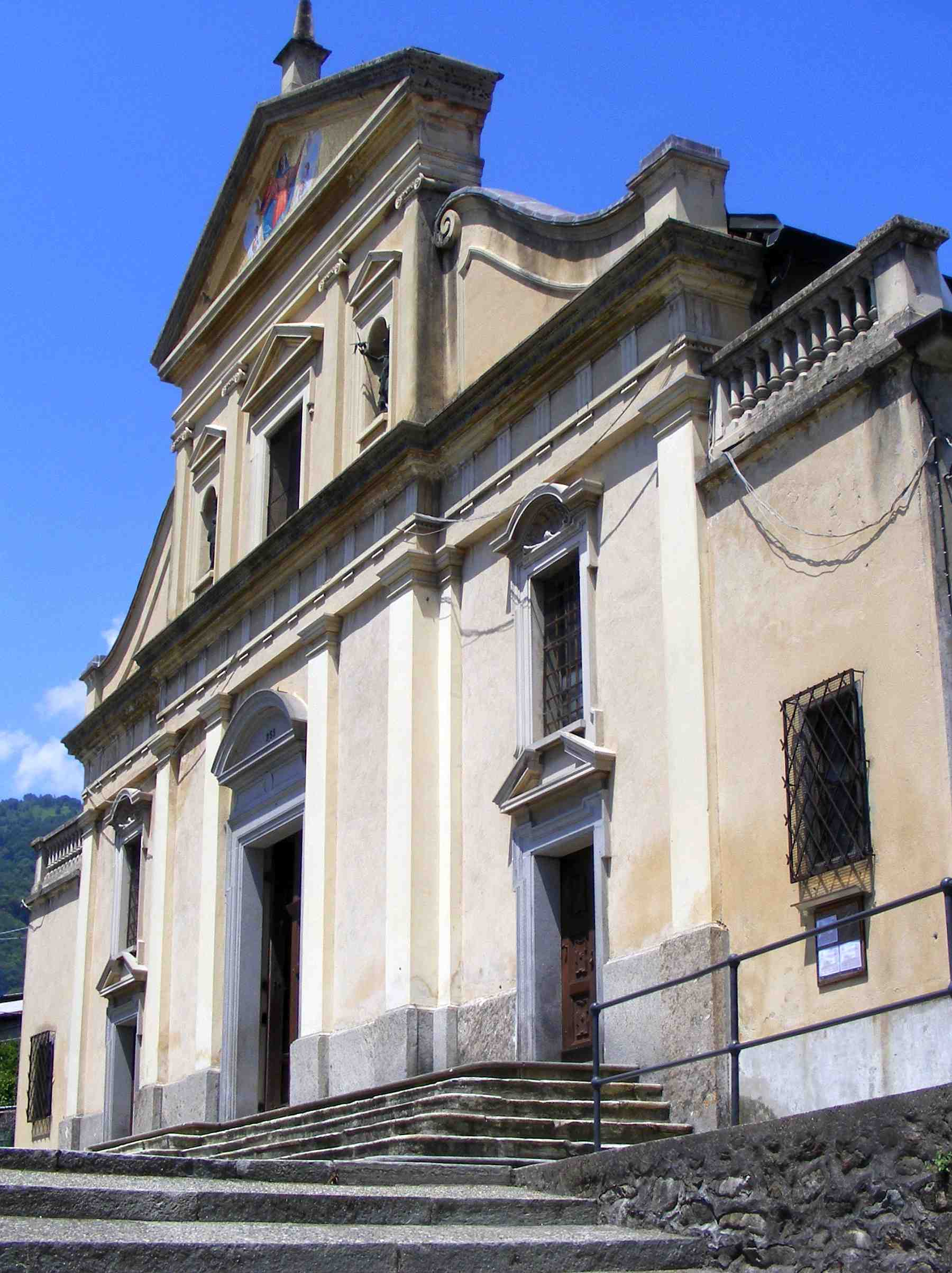
Kirche Jungfrau Maria

Einige archäologische Funde bezeugen die Existenz einer bewohnten Siedlung in Forno Canavese zur Römerzeit. Im Mittelalter war das Dorf ein Lehen der Valperga, einer Adelsdynastie des Piemont, und der Markgrafen von Monferrato, bis es 1631 an die Familie Savoyen überging. Bis 1926 hieß der Ort Forno di Rivara.
Im Herbst 1943 bildete sich im oberen Canavese-Gebiet eine Partisanengruppe, die den Namen Brigade Monte Soglio erhielt. Die Gegend um den Berg war Schauplatz von Zusammenstößen mit den nationalsozialistischen Kräften; Die bekannteste unter ihnen ist die Schlacht am Monte Soglio am 8. Dezember 1943. In den Reihen der Partisanen gab es 25 Gefallene, von denen sieben im Kampf starben, während die anderen achtzehn bei ihrer Gefangennahme am 9. Dezember vor dem Fascio-Haus in Forno erschossen wurden.